# حرارة النيوترون

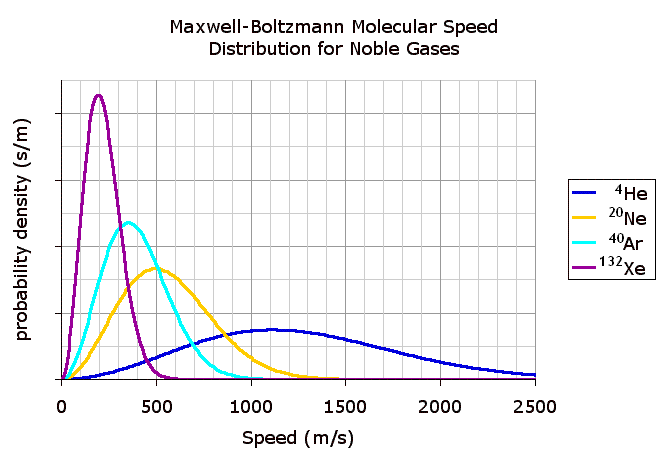
مخطط يقوم بتوضيح الدوال الاحتمالية الخاصة بسرعات بعض الغازات النبيلة عند 298.15 كلفن (25 درجة مئوية). هناك مخطط مشابه لهذا تمت الحصول عليها للنيوترونات عند عملية التهدئة.

يشير مصطلح حرارة النيوترون (بالإنجليزية: neutron temperature)‏, والتي تسمى أيضاً طاقة النيوترون (بالإنجليزية: neutron energy)‏, إلى الطاقة الحركية لنيوترون الحر, التي تُعطى بوحدة إلكترون فولت electron volt. إن مصطلح حرارة temperature تُستعمل عندما تتم تهدئة النيترونات الحرارية والباردة والساخنة في الوسيط عند درجة حرارة معينة. يعتمد توزيع طاقة النيترون على التوزيع الماكسويلي المعروفة بدراستها للحركة الحرارية. نوعياً, في حالة أزدياد درجة الحرارة, تزداد الطاقة الحركية للنيوترون الحر. إن الطاقة الحرارية والسرعة والطول الموجي لنيوترون متعلقة بعضها ببعض وذلك من خلال علاقة دي بروي De Broglie relation.

## مدى توزيع طاقة النيوترون
إن مدى وتورزيع طاقة النيترون الوسيط والغير-حراري وغيرهما موزعة في الجدول أدناه:
- النيوترونات السريعة Fast neutrons لديها طاقة أكبر من 1 إلكترون فولت, أو 0.1 ميغا إلكترون فولت أو تقريباً 1 ميغا إلكترون فولت, ويعتمد ذلك على التعريف.
- النيوترونات البطيئة Slow neutrons لديها طاقة أقل من أو يساوي 0.4 إلكترون فولت.
- النيوترونات الفوق-حرارية Epithermal neutrons لديها طاقة من 0.025 إلى 1 إلكترون فولت.
- النيوترونات الساخنة Hot neutrons لديها طاقة تقدر بحوالي 2 إلكترون فولت.
- النيوترونات الحرارية Thermal neutrons لديها طاقة تقدر بحوالي 0.025 إلكترون فولت.
- النيوترونات الباردة Cold neutrons لديها طاقة من 5x10−5 إلكترون فولت إلى 0.025 إلكترون فولت.
- النيوترونات الباردة جداً Very cold neutrons لديها طاقة من 3x10−7 إلكترون فولت إلى 5x10−5 إلكترون فولت.
- النيوترونات فائقة البرودة Ultracold Neutrons لديها طاقة أقل من 3x10−7 إلكترون فولت.
- نيوترونات منطقة الاستمرار Continuum region neutrons لديها طاقة من 0.01 ميغا إلكترون فولت إلى 25 ميغا إلكترون فولت.
- نيوترونات منطقة التجاوب Resonance region neutrons لديها طاقة من 1 إلكترون فولت إلى 0.01 ميغا إلكترون فولت.
- نيوترونات المنطقة ذات الطاقة المنخفضة Low energy region neutrons لديها طاقة أقل من 1 إلكترون فولت.

## النيوترونات السريعة
النيوترون السريع هو نيترون حر لديها طاقة حركية تقارب 1 ميغا إلكترون فولت (أي يساوي 100 تيرا جول / كيلوغرام), ومن ثم تكون السرعة 14,000 كيلومتر / ثانية. سميت هذه النيوترونات بالنيوترونات السريعة للتمييز بينها وبين النيوترونات الحرارية ذات الطاقة المنخفضة, والنيوترونات ذات الطاقة العالية الناتجة عن الهمرات والمعجلات الكونية. تتنتج النيوترونات السريعة عن طريق العمليات النووية مثل الانشطار النووي.
عادةً ما تكون النيوترونات التي تأتي من تفاعلات الاندماج لها طاقة أكبر من 1 ميغا إلكترون فولت; وأقصى حالة هي عند اندماج الديوتيريوم-التريتيوم التي تنتج نيوترونات لها طاقة تساوي 14.1 ميغا إلكترون فولت (أي يساوي 1400 تيرا جول/كيلوغرام, وتتحرك بسرعة 52,000 كيلو متر/ثانية، التي تساوي 17.3% من سرعة الضوء) والتي يمكن لها وبسهولة شطر يورانيوم-238 والأكتينيدات الغير-انشطارية.
النيوترونات السريعة يمكن أن تتحول إلى نيوترونات حرارية عن طريق عملية بالتهدئة. وتقام هذه العملية باستخدام مهدئ النيوترون. في المفاعلات, تُستعمل الماء الثقيل أو الماء الخفيف أو الغرافيت لتهدئة النيترونات.

## النيوترونات الحرارية
النيوترون الحراري (بالإنجليزية: Thermal neutron)‏ هو نيوترون حر لها طاقة حركية تقدر بحوالي 0.025 eV (أي ما يقارب 4.0×10−21 J; أو 2.4 MJ/kg, ومن ثم تكون سرعتها 2.2 km/s) 
و التي تعتبر الطاقة الأكثر احتمالاً عند درجة حرارة 290 كلفن (17 درجة مئوية أو 62 فهرنهايت), منوال توزيع ماكسويل-بولتزمان Maxwell–Boltzmann distribution عند هذه الدرجة الحرارية.

إن طاقة الأكثر احتمالاً مختلفة عن طاقة الوسط, وكما هو موجود في توزيع ماكسويل-بولتزمان فأنها أكبر من طاقة النمط بمقدار 50%. 
و بعد عدد من التصادمات مع الأنوية (تبعثر) في الوسيط (مهدئ النيوترون) في هذه الدرجة من الحرارة, تصل النيوترونات  إلى هذا المستوى من الطاقة, شريطة بألا تكون ممتصة.
لدى النيوترونات الحرارية مقطع عرضي لامتصاص النيوترون مختلف وأكثر فعالية من ما هو موجود عند النيوترونات, وبالتالي فأنها تُمتص أكثر سهولة بواسطة الأنوية الذرية, مخلقةً بذلك نظير  أثقل - وكثيراً ما تكون غير مستقرة - للعنصر الكيميائي كنتيجة. (تنشيط النيوترون neutron activation)

## المقارنة بين المفاعل السريع والمفاعل الحراري
إن أكثر المفاعلات الانشطارية هي مفاعلات حرارية التي تستعمل مهدئ النيوترون لإبطاء السرعات, أو تبطئ (باستعمال الطريقة الحرارية) النيوترونات الناتجة عن الانشطار النووي. إن عملية التهدئة تقوم بزيادة مقطع الانشطار العرضي جوهرياً  للنواة الانشطارية مثل اليورانيوم-235 أو البلوتونيوم-239. بالإضافة إلى ذلك, فلدى اليورانيوم-238 طاقة أقل بكثير من ما هو مطلوب لأسر المقطع العرضي للنيترونات الحرارية, مما يسمح لكثير من النيوترونات بأن تسبب انشطاراً للأنوية واستمرار سلسلة التفاعل. تلك التأثيرات أجبرت المفاعلات الحرارية باستعمال يورانيوم أقل تخصيباً, أو حتى يورانيوم طبيعي مع تأثير المهدئات الأكثر كفاءةً مثل الماء الثقيل أو الغرافيت، مما يعني بأنها لن تميل إلى حبس النيوترونات.
إن ازدياد درجة حرارة الوقود تؤدي إلى ارتفاع قدرة امتصاص U-238 للنيوترونات حسب توسيع دوبلر Doppler broadening, منتجةً بذلك رد فعل سلبي يساعد على التحكم بالمفاعل. وأيضاً, عندما يدور المهدئ المبرّد (الماء الخفيف أو الثقيل على سبيل المثال), فإن غليان المبرد يتقوم بخفض كثافة المهدئ وتنتج ردة فعل سلبية. (معامل فارغ سلبي)
إن لدى نيوترونات الطاقة المتوسطة نسب أقل للانشطار أو للالتقاط من النيوترونات الحرارية ومن النيوترونات السريعة في معظم أنواع الوقود ما عدا اليورانيوم-233 الناتج عن دورة الثوريوم.
تستعمل المفاعلات السريعة نيوترونات سريعة غير-مهدئة لتعزيز التفاعل وتستلزم من الوقود بأن تحتوي تركيز أعلى من المواد الانشطارية. على أية حال, لدى النيوترونات السريعة نسبة أفضل في الانشطار أو في الالتقاط للعديد من النوكليدات, وتصدر كل انشطار سريع عدد كبير من النيوترونات, وبالتالي يمكن للمفاعلات سريعة التوليد fast breeder reactor بأن «تولد» وقود انشطاري أكثر من ما تستهلك. إلا أن السيطرة على المفاعل تكون أكثر صعوبةً وذلك يعود إلى توسيع دوبلر منقوص وإلى نقص معامل الفراغ السلبي من المهدئ.

## وصلات خارجية
- لغة الأنوية